# Il Mio Cuore Va
«Il Mio Cuore Va» (Mi corazón está contigo) es una balada interpretada por el grupo internacional de crossover clásico Il Divo, compuesto por cuatro cantantes masculinos: Urs Bühler, Carlos Marín, David Miller y Sébastien Izambard.
Il Divo compró los derechos de la canción original de Céline Dion «My heart will go on» a James Horner y Will Jennings, su escritor y compositor para la banda sonora de Titanic.  
Anteriormente, la canción fue reeditada al italiano como «Il mio cuore va» cuya interpretación la realizó Sarah Brightman en 1998 para su álbum Edén.
«Il Mio Cuore Va» fue incluido en el álbum recopilatorio de Il Divo The Greatest Hits en 2012.